# MCM
MCM é um canal de televisão francês de videoclipes pertencente ao Groupe MCM. Foi iniciado em 1989 pelo Groupe Europe 1 seguindo o modelo da MTV, como a versão francesa da MTV. A MCM transmite três canais fechados: MCM France, MCM Pop e MCM Top como parte do pacote de televisão por assinatura "CanalSat France" do cluster Astra 19.2°E de satélites de transmissão direta para casa no 19.2 graus posição orbital leste.
De 2001 a 2003, a MCM também transmitiu na Tailândia, operado pela licenciada local Broadcast Network Thailand tocando uma mistura de música alternativa e eletrônica, e apresentado por uma variedade de VJs bilíngues que falam tailandês e inglês, incluindo Sara Malakul, Kipsan Beck e Fah Chanika Sucharitkul.
Desde 2013 o Conselho Superior do Audiovisual (CSA) publicou a autorização do novo posicionamento da programação inicial do canal MCM, para um público mais masculino entre os 15 e os 34 anos.
Em Portugal é possível ver os canais MCM Top e MCM Pop através da NOS, NOWO, Vodafone e MEO. Desde 2014 que o canal MCM Pop apenas está disponível em Portugal, sendo a sua programação igual à da RFM TV, mas com 1h30 de atraso.
No Brasil é possível assistir a MCM Top pela BluTV.